# Højskole Notater, Krogerup Efteråret 1995
Højskole Notater, Krogerup Efteråret 1995 er en dansk dokumentarfilm fra 1995, der er instrueret af Prami Larsen.

## Handling
Videonotater og -portrætter af elever og forstander på Krogerup Højskole efteråret 1995.